# Louis Henri Jean Charlot

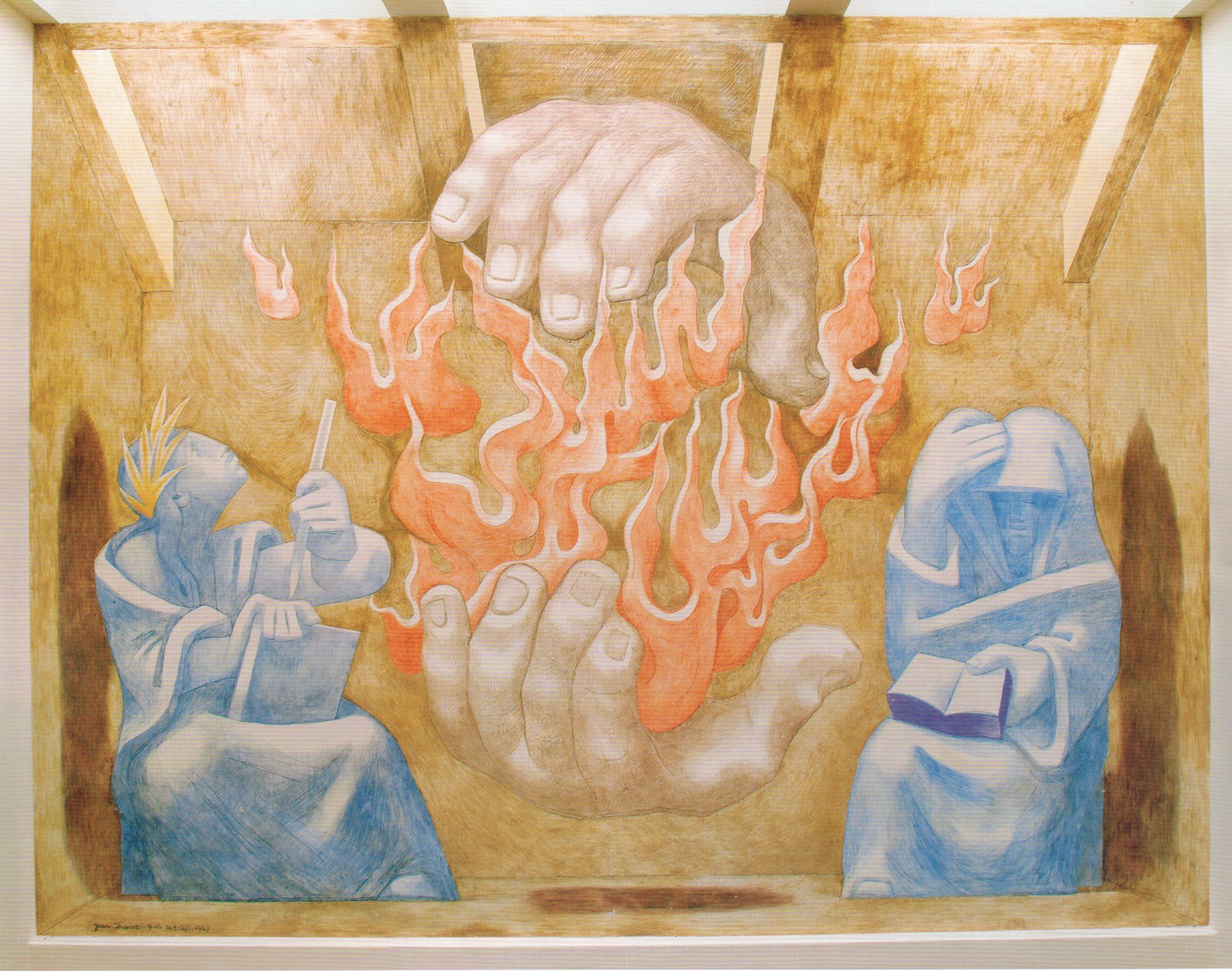
"Sabiduría del Oeste", de Jean Charlot, 1967, mural al fresco en el Jefferson Hall, Centro Este-Oeste, Honolulu. El mural no tiene aviso de derechos de autor.

Louis Henri Jean Charlot (1898-1979) fue un pintor francés nacido en París activo en México y en los Estados Unidos. Su padre, Henri, quien era un inmigrante ruso poseía un negocio de importaciones y exportaciones, quien era conocido por compartir la causa de los bolcheviques. Su madre, Anna, era una artista cuya familia residía en la Ciudad de México.
Jean se mudó a la Ciudad de México en 1921, después de haber peleado en la Primera Guerra Mundial. Ahí conoció el arte prehispánico, el cual siempre le asombró e influyó su obra. Compartió un estudio con el pintor Fernando Leal y fue asistente del muralista Diego Rivera. Las cartas que intercambió con José Clemente Orozco envió desde Nueva York a Charlot (fechadas entre 1927 y 1929) son parte de un estudio titulado «Orozco in New York» y fueron recopiladas después en un libro llamado El artista en Nueva York.
También participó ilustrando las excavaciones en las ruinas de Chichén Itzá dirigidas por el arqueólogo estadounidense Sylvanus Morley. 
Su mural de 1942 Cotton Girl es parte del museo interactivo C. O. Polk en McDonogh en Georgia (Estados Unidos).
Más tarde, en 1949, se mudó a Hawái, donde se dedicó a impartir clases de arte en la Universidad de Manoa en Hawái. Continuó trabajando y viviendo ahí hasta su muerte en 1979. El pintor expresionista abstracto Kenneth O. Goehring fue su alumno.